# 猟奇ソング
猟奇ソング（sassy song）は、主に韓国のネット上において、主にフラッシュアニメを用いて童謡などの子供向けの楽曲を流したコンテンツ。またはその楽曲である。愛らしい歌詞とキャラクターが多く、韓国でポピュラーなフラッシュアニメであり子供には人気がある。それをメールなどに貼付して相手に贈るサービスを「eカード」と呼ぶ場合もある。そのためか子供向けのポータルサイトでは必ずと言って良いほど存在することがあり、宣伝やPR目的で作られることが多い。
現在では新作が減少している傾向にあり、ブームが去ったのが要因である。
「猟奇」とは韓国の流行語であり、それについては「猟奇的な彼女#猟奇ブーム」を参照。
また、猟奇ソング以外の猟奇作品で有名なものでは「マシマロ」や「プッカ」などがあり、すでに日本進出している。

## 主な作品
- 바른손（Barunson.com）は、
主に物体を擬人化されたキャラクターなどを題材にしている。
  - 콩떼기쏭（まめつぶソング[コンテキソン]）
  - 당근쏭（ニンジンソング[ダングンソン]）
  - 해피쏭（ハッピーソング[Happy Song]）
- 엔토이（entoi.com） [閉鎖]は、
エントイソング（엔토이쏭）を配信していた。
  - 숫자쏭（数字ソング[スッジャソン] - 韓国俳優が歌ったことのある有名な童謡である。）
  - 감기쏭（風邪ソング[カムギソン]）
  - 스타쏭（スターソング[Star Song]）
  - 캐롤쏭（キャロルソング[Carol Song] - クリスマスソング。）
  - 원츄쏭（ワンチュソング[Want you Song] - ラブソング。）
  - 가나다 트로트（ガナダトロット - あいうえお作文の歌謡曲でラブソング。）
- 효도하자닷컴（Hyodohaja.com）は、
主に家族を題材にしたものが多い。
  - 패밀리쏭（ファミリーソング[Family Song]）
- その他
  - 우유송（牛乳ソング[ウユソン] - その替え歌で「運動ソング」や「焼酎ソング」などがある。）
  - 돌아쏭（転がってソング[ドルラソン] - 韓国のハンゲームゴルフをPRした作品。）
  - 브레이니송（ブレイニーソング[Brainy Song] - 子供用の英語教材をPRした作品。）
  - 빼빼로쏭（ペペロソング[Pepero Song] - 11月11日は「ペペロデー」とPRした作品。毎年新作が公開される。）
  - 우비쏭（雨合羽少年[ウビソン]）